# SummerSlam (2021)
SummerSlam là một sự kiện đấu vật chuyên nghiệp pay-per-view và sự kiện WWE Network, được sản xuất bởi WWE cho Raw và SmackDown. Nó diễn ra ngày 21 tháng 8 năm 2021 tại Sân vận động Allegiant ở Paradise, Nevada. Đây là lần thứ 34 sự kiện diễn ra và là lần đầu tiên tổ chức vào thứ 7 thay vì diễn ra vào chủ nhật như các sự kiện SummerSlam khác. Đây là sự kiện đầu tiên của WWE được phát sóng tại các rạp chiếu phim ở Hoa Kỳ, ngoài ra còn phát trực tiếp trên WWE Network và Peacock (chỉ phát sóng ở Hoa Kỳ).
Có tất cả 11 trận đấu diễn ra (kể cả trận đấu diễn ra trong Pre-show). Trong sự kiện chính Roman Reigns đánh bại John Cena để bảo vệ chức vô địch WWE Universal Championship. Ở các trận đấu nổi bật khác, Bobby Lashley đánh bại Goldberg để bảo vệ chức vô địch WWE Championship; Edge (đô vật) đánh bại Seth Rollins; Charlotte Flair đánh bại Nikki A.S.H và Rhea Ripley trong trận đấu triple threat match giành được chức vô địch WWE Raw Women's Championship; Damian Priest đánh bại Sheamus giành được chức vô địch WWE United States Championship và RK-Bro (Randy Orton và Riddle) đánh bại A.J. Styles và Omos giành được chức vô địch WWE Raw Tag Team Championship. Sự kiện diễn ra hot nhất đó chính là sự trở lại của Becky Lynch, người sau đó đánh bại Bianca Belair để giành chức vô địch WWE SmackDown Women's Championship, và Brock Lesnar, người đã rời sự kiện WrestleMania 36 năm 2020.

## Sự kiện
| Vai trò                          | Tên                       |
| -------------------------------- | ------------------------- |
| Bình luận viên tiếng Anh         | Michael Cole (SmackDown)  |
| Bình luận viên tiếng Anh         | Pat McAfee (SmackDown)    |
| Bình luận viên tiếng Anh         | Jimmy Smith (Raw)         |
| Bình luận viên tiếng Anh         | Corey Graves (Raw)        |
| Bình luận viên tiếng Anh         | Byron Saxton (Raw)        |
| Bình luận viên tiếng Tây Ban Nha | Carlos Cabrera            |
| Bình luận viên tiếng Tây Ban Nha | Marcelo Rodriguez         |
| Thông báo viên sàn đấu           | Greg Hamilton (SmackDown) |
| Thông báo viên sàn đấu           | Mike Rome (Raw)           |
| Thông báo viên sàn đấu           | Raine Cruz (khách mời)    |
| Trọng tài                        | Danilo Anfibio            |
| Trọng tài                        | Jason Ayers               |
| Trọng tài                        | Jessika Carr              |
| Trọng tài                        | Dan Engler                |
| Trọng tài                        | Darrick Moore             |
| Trọng tài                        | Eddie Orengo              |
| Trọng tài                        | Chad Patton               |
| Trọng tài                        | Rod Zapata                |
| Người phỏng vấn                  | Sarah Schreiber           |
| Người phỏng vấn                  | Mario Lopez               |
| Người phỏng vấn                  | Tiffany Haddish           |
| Người điều khiển trước trận đấu  | Kayla Braxton             |
| Người điều khiển trước trận đấu  | Kevin Patrick             |
| Người điều khiển trước trận đấu  | Peter Rosenberg           |
| Người điều khiển trước trận đấu  | Booker T                  |
| Người điều khiển trước trận đấu  | Jerry Lawler              |
| Người điều khiển trước trận đấu  | Sonya Deville             |

### Pre-show
Trong trận đấu Kickoff, Big E đối mặt với Baron Corbin. Cuối cùng, khi Corbin cố gắng rời trận đấu với chiếc vali Money In The Bank của Big E, Big E đã đưa Corbin ra khỏi hàng rào. Big E đã thực hiện cú Big Ending để giành chiến thắng trong trận đấu và giành lại quyền sở hữu hợp đồng Money in the Bank của mình.

### Sự kiện chính
Trong sự kiện chính, Roman Reigns đã bảo vệ chức vô địch Universal Championship trước John Cena với quy định rằng Reigns sẽ rời WWE nếu anh ta thua. Cena bắt đầu với các nỗ lực ghim cú Roll-Up và Inside Cradle. Reigns sử dụng đòn khóa Guillotine Choke nhưng Cena đã trốn thoát. Reigns đã sử dụng Spear, nhưng Cena đã phản công bằng cú đánh Five Knuckle Shuffle và đòn Attitude Adjustment để suýt chút nữa giành chiến thắng. Cena sử dụng đòn khóa STF nhưng Reigns đã chạm được dây sàn đấu. Cena ném Reigns làm sập bàn bình luận bằng cú Attitude Adjustment và có thêm một lần gần xuất hiện trên sàn đấu. Cena giành thêm một AA nữa, nhưng Reigns lại dùng Superman Punch để chống đỡ. Cena đã sử dụng cú Spear của riêng mình, nhưng Reigns đã dùng đòn Superman Punch hai lần và cú Spear để giữ lại chức vô địch và ở lại WWE. Sau đó, Brock Lesnar trở lại lần đầu tiên kể từ WrestleMania 36 và đối đầu với Reigns, người đã để Lesnar được cổ vũ bởi đám đông để kết thúc sự kiện. Sau đó, Lesnar sẽ thực hiện nhiều cú German suplexes và một cú F5 vào Cena sau khi sự kiện trực tiếp dừng phát sóng.

## Kết quả
| #                                                                                     | Kết quả                                                                                         | Thể loại                                                        | Thời gian |
| ------------------------------------------------------------------------------------- | ----------------------------------------------------------------------------------------------- | --------------------------------------------------------------- | --------- |
| 1P                                                                                    | Big E đánh bại Baron Corbin bằng đòn kết liễu                                                   | Trận đấu đơn                                                    | 6:35      |
| 2                                                                                     | RK-Bro (Randy Orton và Riddle) đánh bại (AJ Styles và Omos) (c) bằng đòn kết liễu               | Trận đấu đồng đội tranh đai WWE Raw Tag Team Championship       | 7:05      |
| 3                                                                                     | Alexa Bliss đánh bại Eva Marie (với Doudrop) bằng đòn kết liễu                                  | Trận đấu đơn                                                    | 3:50      |
| 4                                                                                     | Damian Priest đánh bại Sheamus (c) bằng đòn kết liễu                                            | Trận đấu đơn tranh đai WWE United States Championship           | 13:50     |
| 5                                                                                     | The Usos (Jey Uso và Jimmy Uso) (c) đánh bại Rey Mysterio và Dominik Mysterio bằng đòn kết liễu | Trận đấu đồng đội tranh đai WWE SmackDown Tag Team Championship | 10:50     |
| 6                                                                                     | Becky Lynch đánh bại Bianca Belair (c) bằng đòn kết liễu                                        | Trận đấu đơn tranh đai WWE SmackDown Women's Championship       | 0:26      |
| 7                                                                                     | Drew McIntyre đánh bại Jinder Mahal bằng đòn kết liễu                                           | Trận đấu đơn                                                    | 4:40      |
| 8                                                                                     | Charlotte Flair đánh bại Nikki A.S.H. (c) và Rhea Ripley bằng đòn khóa                          | Trận đấu tay ba tranh đai WWE Raw Women's Championship          | 13:04     |
| 9                                                                                     | Edge đánh bại Seth Rollins bằng đòn khóa                                                        | Trận đấu đơn                                                    | 21:15     |
| 10                                                                                    | Bobby Lashley (c) (với MVP) đánh bại Goldberg bởi trọng tài cho dừng trận đấu                   | Trận đấu đơn tranh đai WWE Championship                         | 7:10      |
| 11                                                                                    | Roman Reigns (c) (với Paul Heyman) đánh bại John Cena bằng đòn kết liễu                         | Trận đấu đơn tranh đai WWE Universal Championship               | 24:00     |
| - (c) – chỉ người vô địch bước vào trận đấu - P – chỉ trận đấu diễn ra trong pre-show |                                                                                                 |                                                                 |           |